# 篠本634
篠本 634（しのもと むさし、1974年8月8日）は、千葉県出身のライター・イラストレーター。編集プロダクション・有限会社shortcut8代表。アイドルwebサイト ガラスガール編集局長。アイドルやゲーム、web動画、オタクの生態などに詳しく、オタクジャーナリストという肩書きを持つ。

## 略歴
2000年に週刊プレイボーイにて連載されていた、合コンルポ連載「鬼合コン」のメンバーとして参加。その後、週刊プレイボーイの専属ライターとなり、ヘルメット姿で暴走族や会社の社長をインタビューする「ヤンキージャンゴー」「社長のツメアカ・ドリンク」の連載を開始。2006年3月に有限会社shortcut8を設立。プレイボーイ以外の雑誌でも多くのアイドルインタビューを行っており、アイドルライターの側面も強い。とくにAKB48グループや、乃木坂46、ハロー!プロジェクト、アイドリング!!!、東京女子流など、アイドルグループへの取材記事が多い。2022年にアイドルWEBマガジン ガラスガールを立ち上げる。

## 人物
- 「鬼合コン」時代、モノマネと怪談が得意なことから「合コンエンターテイナー」、男性器が大きいことから「アジアの大砲」と呼ばれていた。
- 杉作J太郎監督作品映画『怪奇!!幽霊スナック殴り込み!』に出演している。
- オタク界に造詣が深く、オタク的な人物が事件を起こすと、新聞やwebニュースで「オタクジャーナリスト」としてコメントすることが多い。コメントは、概ねオタク側に立ったコメントが多いが、2008年12月に起こった「かんなぎ騒動」（『月刊ComicREX』（一迅社）で連載されていた漫画『かんなぎ』のヒロインが、実は非処女だったということを匂わす展開に読者が激怒。ネットで騒動になった）では、「現在、連載は無期限休載しているが、非処女騒動が引金になったのは間違いない」とコメント。しかし、ComicREXは、「武梨えり先生が誹謗中傷によって休載した、という報道が一部でなされましたが、これは事実ではありません」と否定。根拠のないコメントだと批判された。
- 著書はAKB48、HKT48、乃木坂46など、デビュー時からの長期取材を基にしたドキュメントが中心となっている。[2][3]
- 匿名掲示板2ちゃんねるのAKB48関連の板「地下アイドル板」が作られるのに一役買った。2ちゃんねるに、モーニング娘。以外のアイドル専用板は無く、「女性アイドル板」しかなかった当時、女性アイドル板にはAKB48のメンバーのスレが乱立し混乱状態だったが、2ちゃんねる管理人（当時）の西村博之と篠本が飲んでいるときに「今、地下アイドルが面白い」という趣旨の話をした。その後、「女性アイドル板をAKB48が埋め尽くしているので、専用板を作るべき」と進言。すると、西村はこのふたつの話を合わせて覚えてしまい、AKB48専用スレの名前を「地下アイドル板（AKB48）」と命名した。

## 現在の連載
- 篠本634のあぁアイドル峠（CD&DLでーた・エンターブレイン）
- 篠本634のアイドル戦国時代（週刊少年チャンピオン・秋田書店）
- 週チャンひみつ基地局（週刊少年チャンピオン・秋田書店）
- 乃木坂46の連載「Hello me」（Street Jack・KKベストセラーズ）
- 今月のアイドル（Street Jack・KKベストセラーズ）
- 東京女子流のTokyo Real Style2 web版（CD&DLでーた・エンターブレイン）

## 過去の連載
- パパイヤ鈴木のDDR（アルバイトニュースan・学生援護会）
- ヤンキージャンゴー（週刊プレイボーイ・集英社）
- 社長のツメアカ・ドリンク（週刊プレイボーイ・集英社）
- 週刊怪談倶楽部（日刊ウォーカー・角川クロスメディア）
- くまきりあさ美のがけっぷちで飲みたい焼酎（BestGear・徳間書店）
- 福島和可菜のサバイバル日用品（BestGear・徳間書店）
- 最恐　怪談通信（日刊ウォーカー・角川クロスメディア）
- 美しい国ニッポンに住む人々(紙の爆弾・鹿砦社）
- 鈴木おさむの伝説の男～そして僕は宇宙に旅立った～（週刊プレイボーイ・集英社）
- 親子のカタチ(週刊朝日・朝日新聞社）
- 夜ふかしネット番組表（R25・リクルート）
- 篠本634の戦国アイドルポタージュ（週刊プレイボーイ・集英社）
- 新生アイドル研究会BiSの外道アイドルロード（Top Yell・竹書房）
- 東京女子流のTokyo Real Style（CD&DLでーた・エンターブレイン）
- AKB48の夢叶ッ！（週刊プレイボーイ・集英社）
- 乃木坂46物語（週刊プレイボーイ・集英社）
- 東京女子流のTokyo Real Style2（CD&DLでーた・エンターブレイン）
- AKB48総監督たかみなの「卒業」までに語らせて（週刊プレイボーイ・集英社）
- AKB48の夢ランキング（週刊プレイボーイ・集英社）
- アイドルのルツボッ！～インディーズアイドルの世界～（チャンピオンRED・秋田書店）

## テキスト担当
- 「AKB48ヒストリー ～研究生公式教本～」（集英社）
- 東京女子流フォトブック「君とボクが見た空」（エンターブレイン）
- 田中れいなフォトブック「タナカめせん」（エンターブレイン）
- 山本彩ファースト写真集「さや神」（集英社）
- 島崎遥香ファースト写真集「ぱるる、困る。」 （集英社）
- 松井珠理奈ファースト写真集「Jurina」 （集英社）
- 伊藤万理華ファースト写真集「エトランゼ」（集英社インターナショナル）
- 衛藤美彩写真集「話を聞こうか」（講談社）
- 上西怜ファースト写真集「水の温度」 （集英社）

## 著書
- HKT48成長記　腐ったら、負け（角川春樹事務所・2015年）ISBN 4758412669
- 乃木坂46物語（集英社・2015年）ISBN 4087807746